# Han Moo-Sook
Han Moo-sook, también conocida como Han Musuk, Han Moo-suk, Han Musook, Mu-suk Han y Han Mu-suk (1918-1993), fue una escritora coreana.

## Biografía
Han Moo-Sook nació el 25 de octubre de 1918 en Seúl y se graduó en el Bachillerato Femenino de Pusan. Empezó a estudiar Bellas Artes, pero lo dejó por la Literatura después de casarse con Kim Zin-hoong en 1941. Tiene cinco hijos. Se desempeñó activamente en círculos literarios y artísticos, y tuvo varios puestos, entre ellos el de presidenta del Club P.E.N de Corea, del Museo Nacional de Corea y de la Asamblea de Escritoras Coreanas. Falleció en 1993.
Según Han Moo-Sook, fue una solitaria ama de casa que ganó el primer premio en un concurso literario en 1941. A partir de entonces disfrutó de una exitosa carrera literaria. Recibió el primer premio de manera consecutiva en concursos de obras teatrales con la obra de un solo acto Corazón en 1943 y con la obra de cuatro actos La flor buddleia de David en 1944. En 1948, en un concurso patrocinado por el periódico Kukche Sinbo, recibió el primer premio por su novela Así fluye la historia. Ganó el Premio Literario Asia Foundation Freedom por el relato titulado "Abismo" (1957) y el Premio Nacional de Literatura de la República de Corea por su novela Encuentro (1986). Publicó su primera novela Así fluye la historia con una excelente acogida. También ha publicado novelas cortas, como "La fantasía rota", "La piedra", "Un abismo con sentimientos" y "El halo de la luna".

## Obra
Su ficción abraza la pureza a través de la literatura. Mientras que muchos escritores coreanos desarrollaron el nihilismo o el existencialismo, ella retrató de forma cálida las alegrías humanas en vez de dejarse llevar por el pesimismo cínico. Trata desde temas universales como el amor y el sufrimiento hasta temas específicos de la historia de Corea, incluyendo el retrato de la angustiada generación que vivió la corta euforia democrática de la revolución del 19 de abril de 1960. Todas sus obras revelan su amplia gama de dotes literarias, como son la vívida descripción de las costumbres, el lenguaje preciso y la capacidad de expresar su interioridad.

## Obras publicadas
Novelas
- Así fluye la historia (1948)
- Escaleras de luz (1960)
- El encuentro (1986)

Novelas cortas
- La gente sin mañana (1949)
- La ruta a Daegu (1951)
- Padre (1952)
- Los viejos (1953)
- Pongchangdon (1954)
- El ángel (1956)
- Una estación de luz de estrellas (1956)
- Conciencia moral (1976)

Antologías de cuentos
- El halo de la luna (1956)
- El abismo con sentimientos (1957)
- El festival y el lugar fatídico (1963)
- Todo lo que hay entre nosotros (1978)
- El dedo con panaris (1987)
- La casa con el árbol de granada (1992)
- En la jerarquía (1992)